# Ekaterina Ratchkovskaïa
Ekaterina Ratchkovskaïa (en russe : Екатерина Александровна Рачковская ; 1857-1900) est l'épouse d'un médecin de la ville de Krasnoïarsk en Sibérie du nom de Piotr Ivanovitch Ratchkovski (ru) (1850-1921). Elle a été modèle pour de nombreux tableaux du peintre russe Vassili Sourikov.

## Biographie
Ekaterina Ratchkovskaïa (1857—1900) est la fille de Chepetkovski Alexandre (ru), colonel à la retraite, épouse du médecin de Krasnoïarsk Piotr Ivanovitch Ratchkovski (1850—1921). Elle participe à la vie sociale de la ville de Krasnoïarsk en siégeant au conseil d'administration du gymnasium des jeunes filles et en animant les communautés des Sœurs de la Charité de la ville. Elle travaille également avec son mari médecin qui dirige l'orphelinat de la ville. Elle a souvent posé comme modèle pour le peintre Vassili Sourikov. Elle le connaissait personnellement. Ainsi en particulier pour La boyarine Morozova (1887), Beauté sibérienne (1891), La Prise de la forteresse de neige (1891). Dans le portrait Beauté sibérienne, le peintre a concentré les idéaux de la beauté sur une physionomie typiquement sibérienne.
Elle a eu deux enfants : Ivan Petrovitch Ratchkovski (1878—1961) et Valentine Petrovna Goudkova (1880—1968).
Elle est décédée en 1900, à l'âge de 43 ans, et est inhumée au cimetière de la Trinité de Krasnoïarsk.

La modèle Ekaterina Ratchovskaïa
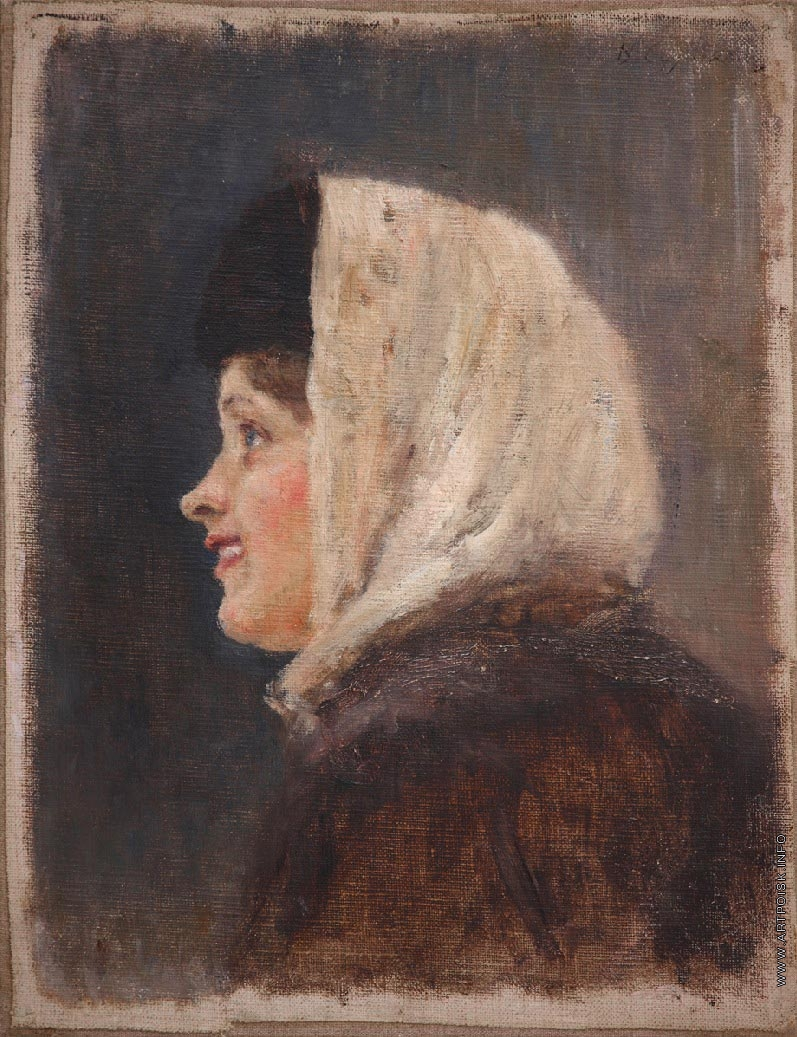
Étude pour Ekaterina Ratchovksaïa, 1890, V. Sourikov
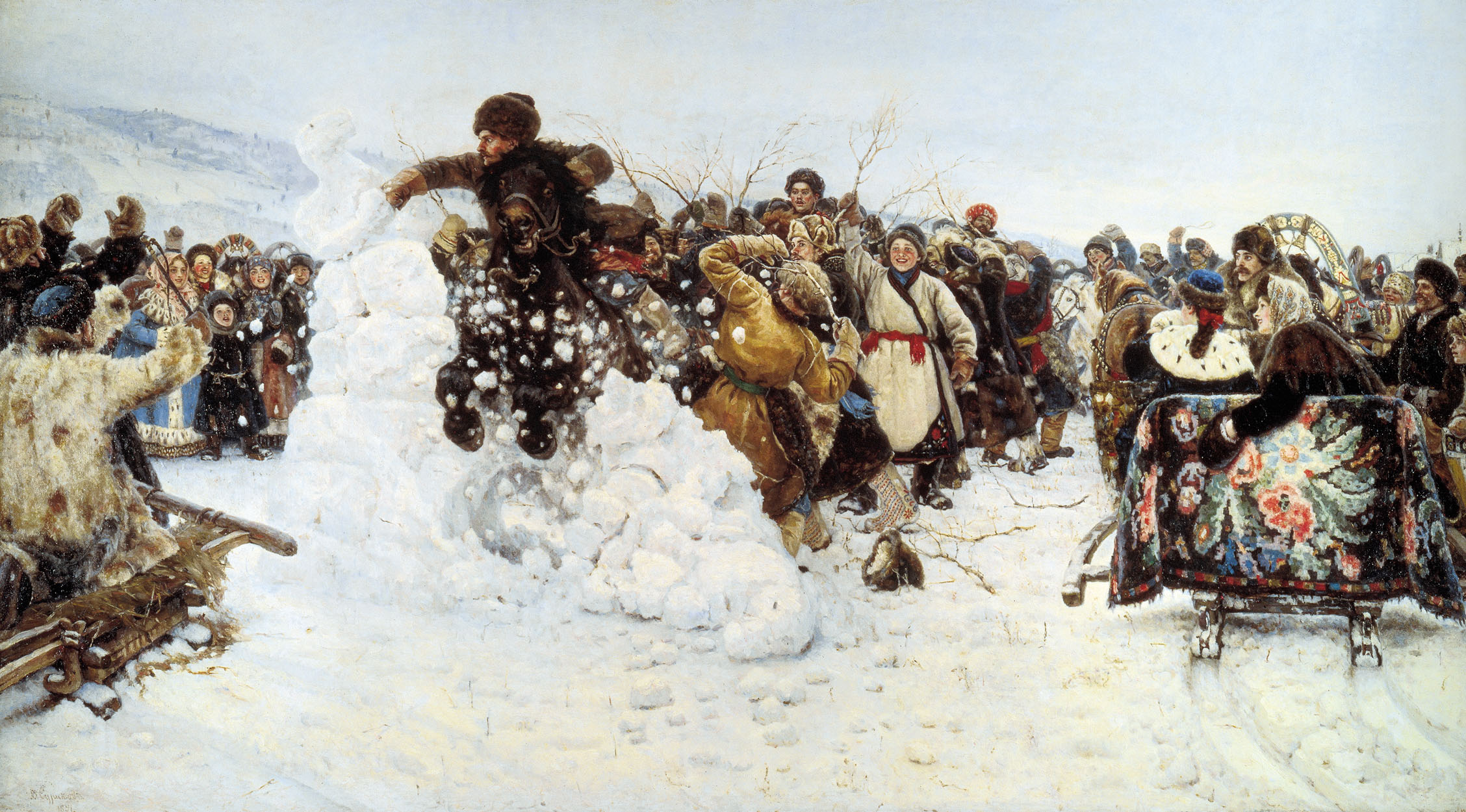
Vassili Sourikov, La Prise de la forteresse de neige, 1891. Musée russe. Ratchkovskaïa Ekaterina est assise dans le traineau à droite.
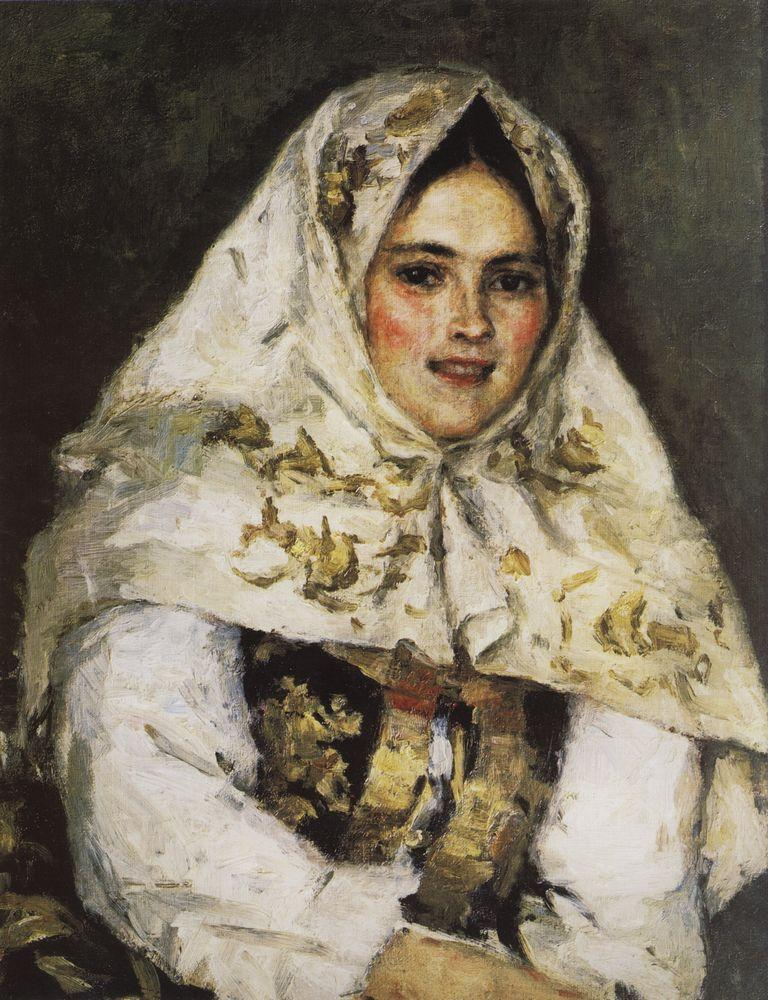
Vassili Sourikov, Beauté sibérienne, 1891, Galerie Tretiakov